# 드잘리시
드잘리시(조지아어: ძალისი)는 조지아의 역사적인 지역으로, 트빌리시의 50km 북서쪽, 므츠헤타에서 북서쪽 20km의 무크라니 지대에 위치해 있다.

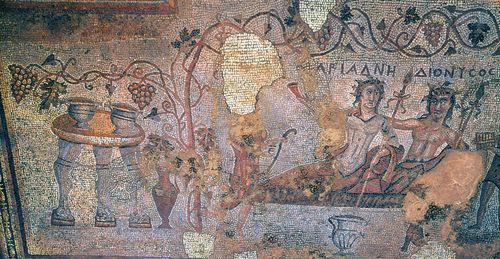
드잘리시 대저택 유적에서 발견된 모자이크. 아리아드네와 디오니소스.

프톨레미(AD 90~168년)의 잘리스사(그리스어: Ζάλισσα)에서는 그 지역이 고대 조지아 왕국(게오그라피아 § 10, 3)인 이베리아의 주요 도시 가운데 하나로 언급된다. 고고학적인 발굴로 4곳의 대저택들, 온돌식 목욕탕들, 성채들, 수영장, 행정부, 군인들의 병영들, 물 공급 체계, 매장지들의 유적들이 드러났다. 저택들 가운데 하나는 거실 바닥에 모자이크들이 있어서 눈길을 끈다. 그 모자이크들은 피티우스의 모자이크들과 함께 모두 단연코 캅카스에서 가장 오래된 모자이크들이다. 모자이크의 양식은 AD 300년으로 거슬로 올라가는데, 연회 장면이 표현되어 있고 중심 부분에는 아리아드네와 디오니소스가 묘사되어 있다.

## 같이 보기
- 아르마지

## 참고
- Manana Dzumberovna Odiseli, edited by Renate Pillinger and Barbara Zimmermann. Spätanike und frühchristliche Mosaike in Georgien. (Osterreichischen Akademie der Wissenschaften 1995). ISBN 3-7001-2187-3
- D. Kacharava. Archaeology in Georgia 1980-1990 (Post-Prehistoric to Pre-Mediaeval). Archaeological Reports, No. 37 (1990 - 1991), pp. 79-86
- Kakha Khimshiashvili. Temples and Palaces in the Ancient Georgia: Interpretation difficulties in the Context of the Near Eastern Archaeology (Summary). Open.ge. Accessed September 22, 2007.